# إيلي ليلي (شخصية أعمال)
إيلي ليلي (بالإنجليزية: Eli Lilly)‏ هو شخصية أعمال أمريكي، ولد في 1 أبريل 1885 في إنديانابوليس في الولايات المتحدة، وتوفي في 24 يناير 1977.